# Jean-Baptiste Cotelier
Jean-Baptiste Cotelier (eller Cotelerius, født december 1629 i Nîmes, død 19. august 1686 i Paris) var en fransk sproglærd.
Cotelier kom allerede 1641 til Paris, hvor han erhvervede sig omfattende kundskaber i de klassiske sprog og med kortere afbrydelser forblev til sin død, beskæftiget med katalogisering af de græske håndskrifter på det kongelige bibliotek og med undervisning i græsk på Collège Royal. Han har besørget udgaver af en række oldkirkelige skrifter; mest kendt er Patres ævi apostolici (1672).